# Ouratea nervulina
Ouratea nervulina är en tvåhjärtbladig växtart som beskrevs av José Cuatrecasas. Ouratea nervulina ingår i släktet Ouratea och familjen Ochnaceae. Inga underarter finns listade i Catalogue of Life.